# Ото III (Ваймар-Орламюнде)
Вижте пояснителната страница за други личности с името Ото III.
Ото III (IV) фон Ваймар-Орламюнде (на немски: Otto III (IV) von Weimar-Orlamünde, * 1244, † 13 май или през юни 1285) от фамилията Аскани е граф на Ваймар-Орламюнде от 1247 до 1285 г., господар на Ваймар, Рудолщат (1279), на Пласенбург.
Той е син на граф Херман II (1184 – 1247) и съпругата му Беатрис фон Андекс-Мерания (1210 – 1271), дъщеря на Ото I († 1234), херцог на Мерания, и Беатрис фон Хоенщауфен († 1231). Тя е наследничка на господство Пласенбург с Кулмбах. Ото III поема чрез майка си наследството на Ото II от Мерания († 19 юни 1248), първо заедно с брат си Херман III (* 1230, † 1283).
Ото III се жени за Агнес фон Лайнинген († 13 май 1285), графиня фон Труендинген. Те имат децата:
- Ото IV (VI) Млади († 1318), граф на Ваймар-Орламюнде
- Херман IV (V) († 1319), граф на Ваймар-Орламюнде
- Ото V († 1315), каноник в Бамберг
- Агнес († 19 септември 1354), абатеса на манастир Химелкрон в Оберфранкен

На 28 декември 1279 г. Ото III подарява манастир Химелкрон в диозеза Бамберг. Гробът на Ото III се намира в манастирската църква на манастира.
- Пластика от гроба на Ото III
- Саркофагът на Ото III
- Герб